# Agostino Spinola Basadone
Agostino Spinola Basadone (Gènova, 1597 – Sevilla, 12 de febrer de 1649) fou un eclesiàstic espanyol d'origen italià que ocupà les dignitats de cardenal, bisbe de Tortosa, arquebisbe de Granada, Santiago de Compostel·la i Sevilla; i home d'Estat, amb activitats diplomàtiques davant la Santa Seu i membre del Consell d'Estat.

## Biografia
Fou el segon fill d'Ambrosio Spinola, primer marquès de los Balbases, i de Giovanna Basadone (o Bacciadona o Bassadona).
Visqué els primers anys en Gènova. En 1607 és enviat a Madrid per servir de menino de la reina Margarida d'Àustria, fins al 1611, any en què morta la reina torna a la casa familiar. En 1614 comença els estudis a la Universitat de Salamanca, on es va graduar com a batxiller en Cànons i Lleis, i en 1620 els continua en la Universitat d'Alcalá de Henares.
L'11 de gener de 1621, per influències polítiques, Pau V el nomena cardenal; i quan aquest papa mor, es mou cap a Roma per assistir al conclave. Assabentat de l'elecció de Gregori XV a mig camí, torna a Madrid, on és ordenat prevere, per residir posteriorment al Col·legi Màxim de la Companyia de Jesús a Alcalá de Henares.
El 6 de gener de 1623, Felip III el presenta per a ocupar el bisbat de Tortosa, Gregori XV el nomena el 5 de març, pren possessió el 14 d'abril mitjançant procurador, és consagrat a la Capella Reial per Andrés Pacheco, bisbe de Conca, el 12 de juny, i fa l'entrada solemne a Tortosa el 24 de juliol. Sembla que des aproximadament des d'aquest any Miquel Joan Bodí i Queralt és el seu secretari. Informat poc després de la mort del Papa, viatja a Roma, on arriba quan ja ha estat elegit Urbà VIII, el qual li atorga el capel i la diaconia amb el títol dei Santi Cosma e Damiano en el consistori de 18 de desembre. Allí resideix uns mesos i torna a Tortosa al mes d'abril de 1624, on inicia la seva activitat pastoral. De Roma porta un cos sant, el de Sant Crescenci, i el col·loca en una urna d'argent que entrega a l'església catedral. Realitza una visita pastoral pel bisbat, participa en les corts del regne de València celebrades a Montsó, i col·loca la primera pedra de l'església de sant Jaume de Tortosa. En el seu acomiadament dona 500 lliures d'argent per a la construcció d'una custòdia per a la catedral.
El 12 de juliol de 1626 Felip IV el presenta per l'arquebisbat de Granada, el 7 de setembre Urbà VIII el nomena arquebisbe i li concedeix el pal·li, pren possessió mitjançant procurador el 27 de febrer de 1627, arriba al bisbat el 24 de juliol, i l'endemà, fa l'entrada solemne a la ciutat i a la catedral. Promou reformes en el clergat, fomentant l'estudi i els costums, i realitza dues visites pastorals per l'arquebisbat, en 1628 i en 1630. En la inundació de l'Albaicín de 28 d'agost de 1629 mobilitza els ajuts pels afectats, i realitza unes despeses pròpies de més de 4.000 ducats.
Presentat per Felip IV, a principis de 1630, per a ocupar l'arquebisbat de Compostel·la, el rei el convoca a Madrid i l'envia a Roma, on arriba el 28 de juny. Aquesta visita pretén promoure l'ajut del Papa en les empreses de la casa d'Àustria i tenir més presència espanyola en un possible conclave. Ja en Roma, el Papa el nomena arquebisbe de Compostel·la el 23 d'octubre de 1630 i li imposa el pal·li el 17 de novembre en la Basílica de Santa Maria Major; també el nomena cardenal prevere del títol de San Bartolomeo all'Isola i ocupa el càrrec de camarlenc des del 10 de gener de 1632 fins al 9 de gener de 1633. Com a arquebisbe de Compostel·la nomena els càrrecs per la governació de la seu i els visitadors per controlar l'arquebisbat.
En les darreries de 1634 torna a Espanya amb la intenció de residir en la seva arxidiòcesi, tal com ho havia decretat el Papa, però el govern de Madrid pretén que es quede en la Cort. Passa uns mesos com a conseller reial, fins que en abril de 1635 arriba a Santiago, on inicia el seu pontificat amb el nomenament dels càrrecs de l'arxidiòcesi i celebrant un sínode el mes de juliol del mateix any. Realitza visita pastoral per dues zones de l'arquebisbat. En 1638 es trasllada a Madrid i és nomenat Conseller d'Estat, on tracta en primera fila els conflictes amb Catalunya, que portaren a l'anomenada guerra dels Segadors, i amb Portugal, fins a aconseguir la seva independència.
En febrer de l'any 1643 és presentat per Felip IV per ocupar l'arquebisbat de Sevilla, però Urbà VIII no ratificà el nomenament, ja que aquest anava unit al nomenament de l'arquebisbe de Sevilla, Gaspar de Borja y Velasco, com a arquebisbe de Toledo, i el Papa no volia promoure al cardenal de Borja. Aquest mateix any torna a Santiago de Compostel·la i front l'atac portuguès a Galícia, és nomenat governador de Galícia durant tres mesos. En agost de 1644, coneixent la mort del Papa, a instàncies del Rei, Agostino Spinola inicia viatge per assistir al conclave, però en Múrcia coneix l'elecció d'Innocenci X, i desisteix d'anar a Roma. Torna a Madrid requerit pel Rei, on exerceix de conseller reial.
El 16 de gener de 1645 el Papa el nomena arquebisbe de Sevilla, pren possessió mitjançant procurador el 8 d'abril, i arriba a Sevilla el 22 de maig del mateix any, efectuant dos dies després l'entrada solemne. Comença renovant els càrrecs de l'arxidiòcesi, i per visitar-la, la seva deteriorada salut l'obliga a nomenar visitadors. Durant el seu pontificat destaquen les seves almoines, la preocupació i interès pel comportament del clergat, i les diverses aportacions econòmiques al Rei.
El 12 de febrer de 1649 mor en Sevilla, i és soterrat en l'església de la Casa Professa de la Companyia de Jesús.